# FMS España 2022
La FMS España 2022 fue la quinta edición de la Freestyle Master Series en España, liga organizada por Urban Roosters, que inició el 18 de diciembre de 2021 y terminó el 11 de febrero de 2023.
Gazir se consagraría campeón tras vencer en réplica a Chuty en la jornada final.
En esta temporada debutarían Sara Socas y Sawi Elekipo, ascendidos por ranking de ascenso. Hander regresaría a la liga tras una ausencia de dos temporadas al ganar el torneo de ascenso. Chuty y Skone regresarían a la liga luego de su ausencia en la temporada pasada en calidad de invitados, aumentando a 12 la cantidad de participantes.

## Clasificación
| Pos. | MC           | Puntos | G+3 | G+2 | D+1 | D+0 | PTB    |
| ---- | ------------ | ------ | --- | --- | --- | --- | ------ |
| 1    | Gazir (C)    | 30     | 9   | 1   | 1   | 0   | 3073,5 |
| 2    | Chuty        | 29     | 8   | 2   | 1   | 0   | 3044   |
| 3    | Mnak         | 24     | 6   | 1   | 4   | 0   | 2766,5 |
| 4    | Skone        | 19     | 5   | 2   | 0   | 4   | 2730,5 |
| 5    | Blon         | 17     | 5   | 1   | 0   | 5   | 2660   |
| 6    | Zasko        | 17     | 4   | 2   | 1   | 4   | 2559,5 |
| 7    | Sweet Pain   | 16     | 4   | 1   | 3   | 3   | 2638   |
| 8    | Sawi Elekipo | 13     | 2   | 3   | 1   | 5   | 2490   |
| 9    | Tirpa        | 11     | 2   | 1   | 3   | 5   | 2469,5 |
| 10   | Sara Socas   | 10     | 2   | 1   | 2   | 6   | 2405,5 |
| 11   | Mr. Ego      | 9      | 1   | 3   | 0   | 7   | 2466   |
| 12   | Hander       | 2      | 0   | 0   | 2   | 9   | 2357,5 |

| Fuente: Mundo Freestyle |

     — Campeón      — Play-off por la permanencia.      — Descendido de la liga.
| 1. |

|               |
|               |
| Campeón Gazir |
| 1.er título   |

## Participantes

### Ascensos y descensos
| Pos. | Descendidos |
| ---- | ----------- |
| 1.º  | Bnet        |
| 9.º  | Force       |
| 10.º | BTA         |

| Pos. | Ascendidos   |
| ---- | ------------ |
| 1.º  | Sara Socas   |
| 2.º  | Sawi Elekipo |
| T.A. | Hander       |
| Inv. | Chuty        |
| Inv. | Skone        |

| 1. 2. |

### Participantes por comunidad
| Nombre       | Comunidad            | Participación |
| ------------ | -------------------- | ------------- |
| Blon         | Cataluña             | Quinta        |
| Zasko        | Comunidad Valenciana | Quinta        |
| Chuty        | Comunidad de Madrid  | Cuarta        |
| Mr. Ego      | Comunidad de Madrid  | Cuarta        |
| Skone        | Andalucía            | Cuarta        |
| Hander       | Comunidad Valenciana | Tercera       |
| Gazir        | Asturias             | Segunda       |
| Mnak         | Castilla-La Mancha   | Segunda       |
| Sweet Pain   | Andalucía            | Segunda       |
| Tirpa        | Andalucía            | Segunda       |
| Sara Socas   | Canarias             | Debut         |
| Sawi Elekipo | Andalucía            | Debut         |

## Resultados
Leyendas     Victoria directa     Victoria con réplica     Derrota con réplica     Derrota directa     MVP
| Jornada 1 Avilés 18 de diciembre de 2021 | Jornada 1 Avilés 18 de diciembre de 2021 | Jornada 1 Avilés 18 de diciembre de 2021 | Jornada 1 Avilés 18 de diciembre de 2021 |
| Inicia                                   | Resultado                                | Termina                                  |                                          |
| ---------------------------------------- | ---------------------------------------- | ---------------------------------------- | ---------------------------------------- |
| Mnak                                     | 3-0                                      | Blon                                     |                                          |
| Skone                                    | 3-0                                      | Sawi Elekipo                             |                                          |
| Chuty                                    | 3-0                                      | Tirpa                                    |                                          |
| Mr. Ego                                  | 0-3                                      | Gazir                                    |                                          |
| Sweet Pain                               | 2-1                                      | Hander                                   |                                          |
| Sara Socas                               | 1-2                                      | Zasko                                    |                                          |
| Gazir                                    |                                          |                                          |                                          |

| Jornada 2 Granada 5 de febrero de 2022 | Jornada 2 Granada 5 de febrero de 2022 | Jornada 2 Granada 5 de febrero de 2022 | Jornada 2 Granada 5 de febrero de 2022 |
| Inicia                                 | Resultado                              | Termina                                |                                        |
| -------------------------------------- | -------------------------------------- | -------------------------------------- | -------------------------------------- |
| Mnak                                   | 2-1                                    | Gazir                                  |                                        |
| Sara Socas                             | 0-3                                    | Chuty                                  |                                        |
| Sawi Elekipo                           | 2-1                                    | Hander                                 |                                        |
| Sweet Pain                             | 3-0                                    | Zasko                                  |                                        |
| Tirpa                                  | 1-2                                    | Mr. Ego                                |                                        |
| Blon                                   | 3-0                                    | Skone                                  |                                        |
| Gazir                                  |                                        |                                        |                                        |

| Jornada 3 Santiago de Compostela 26 de marzo de 2022 | Jornada 3 Santiago de Compostela 26 de marzo de 2022 | Jornada 3 Santiago de Compostela 26 de marzo de 2022 | Jornada 3 Santiago de Compostela 26 de marzo de 2022 |
| Inicia                                               | Resultado                                            | Termina                                              |                                                      |
| ---------------------------------------------------- | ---------------------------------------------------- | ---------------------------------------------------- | ---------------------------------------------------- |
| Gazir                                                | 3-0                                                  | Hander                                               |                                                      |
| Sawi Elekipo                                         | 1-2                                                  | Tirpa                                                |                                                      |
| Mnak                                                 | 1-2                                                  | Chuty                                                |                                                      |
| Blon                                                 | 3-0                                                  | Zasko                                                |                                                      |
| Sweet Pain                                           | 0-2                                                  | Sara Socas                                           |                                                      |
| Skone                                                | 3-0                                                  | Mr.Ego                                               |                                                      |
| Chuty                                                |                                                      |                                                      |                                                      |

| Jornada 4 Salamanca 7 de mayo de 2022 | Jornada 4 Salamanca 7 de mayo de 2022 | Jornada 4 Salamanca 7 de mayo de 2022 | Jornada 4 Salamanca 7 de mayo de 2022 |
| Inicia                                | Resultado                             | Termina                               |                                       |
| ------------------------------------- | ------------------------------------- | ------------------------------------- | ------------------------------------- |
| Hander                                | 0-3                                   | Zasko                                 |                                       |
| Chuty                                 | 3-0                                   | Blon                                  |                                       |
| Gazir                                 | 3-0                                   | Skone                                 |                                       |
| Sweet Pain                            | 3-0                                   | Tirpa                                 |                                       |
| Sara Socas                            | 3-0                                   | Sawi Elekipo                          |                                       |
| Gazir                                 |                                       |                                       |                                       |

| Jornada 5 Zaragoza 26 de junio de 2022 | Jornada 5 Zaragoza 26 de junio de 2022 | Jornada 5 Zaragoza 26 de junio de 2022 | Jornada 5 Zaragoza 26 de junio de 2022 |
| Inicia                                 | Resultado                              | Termina                                |                                        |
| -------------------------------------- | -------------------------------------- | -------------------------------------- | -------------------------------------- |
| Mnak                                   | 3-0                                    | Hander                                 |                                        |
| Blon                                   | 0-3                                    | Gazir                                  |                                        |
| Tirpa                                  | 0-3                                    | Zasko                                  |                                        |
| Sara Socas                             | 1-2                                    | Mr. Ego                                |                                        |
| Sawi Elekipo                           | 0-3                                    | Chuty                                  |                                        |
| Skone                                  | 2-1                                    | Sweet Pain                             |                                        |
| Gazir                                  |                                        |                                        |                                        |

| Jornada 6 Murcia 10 de septiembre de 2022 | Jornada 6 Murcia 10 de septiembre de 2022 | Jornada 6 Murcia 10 de septiembre de 2022 | Jornada 6 Murcia 10 de septiembre de 2022 |
| Inicia                                    | Resultado                                 | Termina                                   |                                           |
| ----------------------------------------- | ----------------------------------------- | ----------------------------------------- | ----------------------------------------- |
| Zasko                                     | 0-3                                       | Gazir                                     |                                           |
| Sawi Elekipo                              | 3-0                                       | Mr. Ego                                   |                                           |
| Tirpa                                     | 1-2                                       | Blon                                      |                                           |
| Sara Socas                                | 3-0                                       | Hander                                    |                                           |
| Sweet Pain                                | 0-3                                       | Mnak                                      |                                           |
| Skone                                     | 0-3                                       | Chuty                                     |                                           |
| Gazir                                     |                                           |                                           |                                           |

| Jornada 7 Sevilla 25 de septiembre de 2022 | Jornada 7 Sevilla 25 de septiembre de 2022 | Jornada 7 Sevilla 25 de septiembre de 2022 | Jornada 7 Sevilla 25 de septiembre de 2022 |
| Inicia                                     | Resultado                                  | Termina                                    |                                            |
| ------------------------------------------ | ------------------------------------------ | ------------------------------------------ | ------------------------------------------ |
| Blon                                       | 3-0                                        | Sara Socas                                 |                                            |
| Skone                                      | 3-0                                        | Hander                                     |                                            |
| Sawi Elekipo                               | 2-1                                        | Mnak                                       |                                            |
| Mr. Ego                                    | 0-3                                        | Sweet Pain                                 |                                            |
| Zasko                                      | 1-2                                        | Chuty                                      |                                            |
| Gazir                                      | 3-0                                        | Tirpa                                      |                                            |
| Chuty                                      |                                            |                                            |                                            |

| Jornada 8 Bilbao 19 de noviembre de 2022 | Jornada 8 Bilbao 19 de noviembre de 2022 | Jornada 8 Bilbao 19 de noviembre de 2022 | Jornada 8 Bilbao 19 de noviembre de 2022 |
| Inicia                                   | Resultado                                | Termina                                  |                                          |
| ---------------------------------------- | ---------------------------------------- | ---------------------------------------- | ---------------------------------------- |
| Skone                                    | 3-0                                      | Zasko                                    |                                          |
| Mr. Ego                                  | 0-3                                      | Chuty                                    |                                          |
| Sara Socas                               | 0-3                                      | Mnak                                     |                                          |
| Sawi Elekipo                             | 3-0                                      | Blon                                     |                                          |
| Hander                                   | 0-3                                      | Tirpa                                    |                                          |
| Gazir                                    | 3-0                                      | Sweet Pain                               |                                          |
| Gazir                                    |                                          |                                          |                                          |

| Jornada 9 Barcelona 28 de enero de 2023 | Jornada 9 Barcelona 28 de enero de 2023 | Jornada 9 Barcelona 28 de enero de 2023 | Jornada 9 Barcelona 28 de enero de 2023 |
| Inicia                                  | Resultado                               | Termina                                 |                                         |
| --------------------------------------- | --------------------------------------- | --------------------------------------- | --------------------------------------- |
| Skone                                   | 3-0                                     | Sara Socas                              |                                         |
| Zasko                                   | 3-0                                     | Mr. Ego                                 |                                         |
| Gazir                                   | 3-0                                     | Sawi Elekipo                            |                                         |
| Hander                                  | 0-3                                     | Blon                                    |                                         |
| Mnak                                    | 3-0                                     | Tirpa                                   |                                         |
| Sweet Pain                              | 0-3                                     | Chuty                                   |                                         |
| Chuty                                   |                                         |                                         |                                         |

| Jornada 10 Madrid 10 de febrero de 2023 | Jornada 10 Madrid 10 de febrero de 2023 | Jornada 10 Madrid 10 de febrero de 2023 | Jornada 10 Madrid 10 de febrero de 2023 |
| Inicia                                  | Resultado                               | Termina                                 |                                         |
| --------------------------------------- | --------------------------------------- | --------------------------------------- | --------------------------------------- |
| Skone                                   | 2-1                                     | Tirpa                                   |                                         |
| Sweet Pain                              | 1-2                                     | Sawi Elekipo                            |                                         |
| Blon                                    | 3-0                                     | Mr. Ego                                 |                                         |
| Gazir                                   | 3-0                                     | Sara Socas                              |                                         |
| Hander                                  | 0-3                                     | Chuty                                   |                                         |
| Zasko                                   | 2-1                                     | Mnak                                    |                                         |
| Chuty                                   |                                         |                                         |                                         |

| Jornada 11 Madrid 11 de febrero de 2023 | Jornada 11 Madrid 11 de febrero de 2023 | Jornada 11 Madrid 11 de febrero de 2023 | Jornada 11 Madrid 11 de febrero de 2023 |
| Inicia                                  | Resultado                               | Termina                                 |                                         |
| --------------------------------------- | --------------------------------------- | --------------------------------------- | --------------------------------------- |
| Mr. Ego                                 | 3-0                                     | Hander                                  |                                         |
| Tirpa                                   | 3-0                                     | Sara Socas                              |                                         |
| Zasko                                   | 3-0                                     | Sawi Elekipo                            |                                         |
| Sweet Pain                              | 3-0                                     | Blon                                    |                                         |
| Skone                                   | 0-3                                     | Mnak                                    |                                         |
| Chuty                                   | 1-2                                     | Gazir                                   |                                         |
| Chuty                                   |                                         |                                         |                                         |

| 1. 2. 3. 4. 5. |

## Exhibiciones
La primera batalla de exhibición fue Jaff vs Mr. Ego, con el objetivo de cubrir la ausencia de Skone. En la jornada 4 se realizaron dos batallas de exhibición, la primera fue el enfrentamiento entre Sara Socas y el puertorriqueño Yartzi, que sustituía a Sawi Elekipo. La segunda batalla de exhibición de la jornada 4 fue LE33 vs el dominicano Éxodo Lirical.
| Exhibiciones FMS España 2020/21  | Exhibiciones FMS España 2020/21 | Exhibiciones FMS España 2020/21 | Exhibiciones FMS España 2020/21 | Exhibiciones FMS España 2020/21 |
| Jornada y Fecha                  | Inicia                          | Resultado                       | Termina                         |                                 |
| -------------------------------- | ------------------------------- | ------------------------------- | ------------------------------- | ------------------------------- |
| Jornada 3 - 26 de marzo de 2022. | Mr. Ego                         | 1-2                             | Jaff                            |                                 |
| Jornada 4 - 7 de mayo de 2022    | Yartzi                          | 0-3                             | Sara Socas                      |                                 |
| Jornada 4 - 7 de mayo de 2022    | Éxodo Lirical                   | 3-0                             | LE33                            |                                 |

|  |